# Ultima zi a unui condamnat la moarte
Ultima zi a unui condamnat la moarte, intitulat într-o traducere mai veche Cea din urmă zi a unui condamnat, (în franceză Le Dernier Jour d'un Condamné) este un roman scurt al lui Victor Hugo, care a fost publicat pentru prima dată în 1829. Romanul relatează gândurile unui om condamnat la moarte. Victor Hugo a scris acest roman pentru a-și exprima sentimentele că pedeapsa cu moartea ar trebui abolită.